# Turkestaanse klauwier
De Turkestaanse klauwier (Lanius phoenicuroides) is een zangvogel uit de familie klauwieren (Laniidae).

## Verspreiding en leefgebied
Deze soort broedt van Iran tot Pakistan, zuidelijk Kazachstan en westelijk China (westelijk Xinjiang). Na de broedtijd trekt de vogel naar het Arabisch schiereiland en oostelijk Afrika.

## Status
De grootte van de populatie is niet gekwantificeerd maar de soort wordt omschreven als vrij algemeen. Op de Rode lijst van de IUCN heeft deze soort de status niet bedreigd.